# کنه‌کو ریور
کنه کو ریور (به انگلیسی: Conecuh River) رودخانه‌ای است که در ایالات متحده آمریکا جریان دارد.